# 菅原文時
菅原 文時（すがわら の ふみとき／ふんとき）は、平安時代前期から中期にかけての公卿・文人。右大臣・菅原道真の孫で、大学頭・菅原高視の次男。官位は従三位・式部大輔。

## 経歴
朱雀朝の天慶6年（943年）45歳にしてようやく対策に及第する。
文官として内記・大学頭・弁官などを歴任。村上朝前半の十余年に及ぶ内記の時代に諸国に祭られている神祇名号について訛りや位階の誤りを正すなどの業績がある。天暦8年（954年）右少弁に補せられると、天徳5年（961年）ごろまで弁官を務め右中弁まで昇進する。弁官時代には、詔命に従い『叙位略例』と目録の撰纂、撰国史所における『新国史』の編纂などの仕事に携わった。また、天暦8年（954年）村上天皇が諸臣に対して政治に関する意見を求めたことに応じて、天徳元年（957年）経世済民の見地で政治の改革を指摘した論文である『意見封事三箇条』を提出し、以下を述べている。
- 奢侈を禁ずることを請う事
- 官を売るを停むることを請う事
- 鴻臚館を廃失せずして、遠人（外国人）を懐け、文士を励ますことを請う事

円融朝までに正四位下に昇り、貞元3年（978年）式部大輔に任ぜられる。天元3年（980年）公卿昇任のために、可能性の少ない参議をあきらめて従三位の叙位を願って奏上を行い、翌天元4年（981年）正月に希望が叶って従三位に叙せられた。同年9月8日薨去。享年83。最終官位は式部大輔従三位。

## 人物
漢詩人として詩集『文芥集』があったが散逸。『本朝文粋』『扶桑集』『和漢朗詠集』に漢詩作品が残されている。特に、『和漢朗詠集』には本朝詩人中もっとも多くの作品が採録されている。文時が不出来と考えていた詩文の草案を、門弟の慶滋保胤が逆に絶賛した逸話がある（『袋草紙』）。
また、勅撰歌人として『拾遺和歌集』に和歌作品1首が入首している。

## 官歴
注記のないものは『公卿補任』による。
- 天慶6年（943年） 日付不詳：対策[3]
- 天暦4年（950年） 11月10日：見大内記兼美濃介[4]
- 時期不詳：大学頭[5]
- 天暦8年（954年） 10月：右少弁[6]
- 天徳元年（957年） 日付不詳：文章博士[5]
- 天徳2年（958年） 日付不詳：左少弁（考）[7]
- 天徳4年（960年） 日付不詳：見右中弁[7]
- 時期不詳：正四位下
- 貞元3年（978年） 10月17日：式部大輔
- 天元3年（980年） 正月5日：見式部大輔兼文章博士尾張権守[8]
- 天元4年（981年） 正月7日：従三位。9月8日：薨去（式部大輔従三位）

## 系譜
『尊卑分脈』による。
- 父：菅原高視
- 母：菅原宗岳（または宗岡氏）の娘
- 妻：不詳
  - 男子：菅原惟熈 -  左衛門尉諸陵助
    - 文章生だったこと以外経歴不明。『扶桑集』、『江談抄』に漢詩が載る。子に菅原宣義[9]。

  - 男子：菅原輔昭 - 大内記従五位下。中古三十六歌仙
  - 男子：元真（923-1008） - 僧都・安楽寺別当
  - 男子：安杲（安果） - 少僧都・安楽寺別当